# Aristelliger hechti
Espèce
Aristelliger hechti est une espèce de geckos de la famille des Sphaerodactylidae.

## Répartition
Cette espèce est endémique des îles Caïcos.

## Description
C'est une espèce arboricole, nocturne et insectivore.

## Étymologie
Cette espèce est nommée en l'honneur de Max K. Hecht.

## Publication originale
- Schwartz & Crombie, 1975 : A new species of the genus Aristelliger (Sauria: Geckkonidae) from the Caicos Islands. Proceedings of the Biological Society of Washington, vol. 88, p. 305-313 (texte intégral).